# 벨파스트 협정
벨파스트 협정(영어: Belfast Agreement, 아일랜드어: Comhaontú Bhéal Feirste, 얼스터 스코트어: Bilfawst Greeance)은 1998년 4월 10일 영국 북아일랜드의 벨파스트에서 영국과 아일랜드(아일랜드 공화국) 사이에 체결된 평화 협정이다. 협정이 체결된 날이 부활절 이틀 전인 성금요일(聖金曜日, Good Friday)이었기 때문에 성금요일 협정(聖金曜日 協定, 영어: Good Friday Agreement, 아일랜드어: Comhaontú Aoine an Chéasta, 얼스터 스코트어: Guid Friday Greeance)이라고 불리기도 한다.
이 협정이 체결된 이후에 아일랜드 공화국은 국민투표를 통해 북아일랜드에 있는 6개 주에 대한 영유권을 포기하였다. 협정은 1999년 12월 2일을 기해 발효되었다.

## 같이 보기
- 북아일랜드 문제
- 아일랜드 내전
- 아일랜드 공화군